# Табијаго-Чиброне (Леко)
Табијаго-Чиброне је насеље у Италији у округу Леко, региону Ломбардија.
Према процени из 2011. у насељу је живело 1715 становника. Насеље се налази на надморској висини од 293 м.